# Devanampiya Tissa

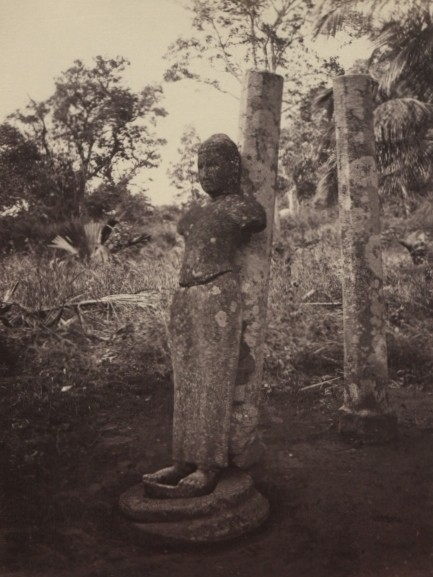
Devanampiya Tissa

Tissa (später Devanampiya Tissa, singhalesisch දේවානම්පිය තිස්ස රජ, Tamil தேவநம்பிய தீசன்; reg. ~ 307 v.C.–267 v.C.) war einer der frühesten Könige von Sri Lanka, der in der alten Hauptstadt Anuradhapura regierte. In seine Herrschaftszeit fällt die Ankunft des Buddhismus in Sri Lanka unter der Führung des Maurya-Herrschers Ashoka. Hauptquelle für die Ereignisse seiner Regierungszeit ist das Mahavamsa, eine Chronik, die auf das ältere Dipavamsa zurückgeht.

## Herrschaft

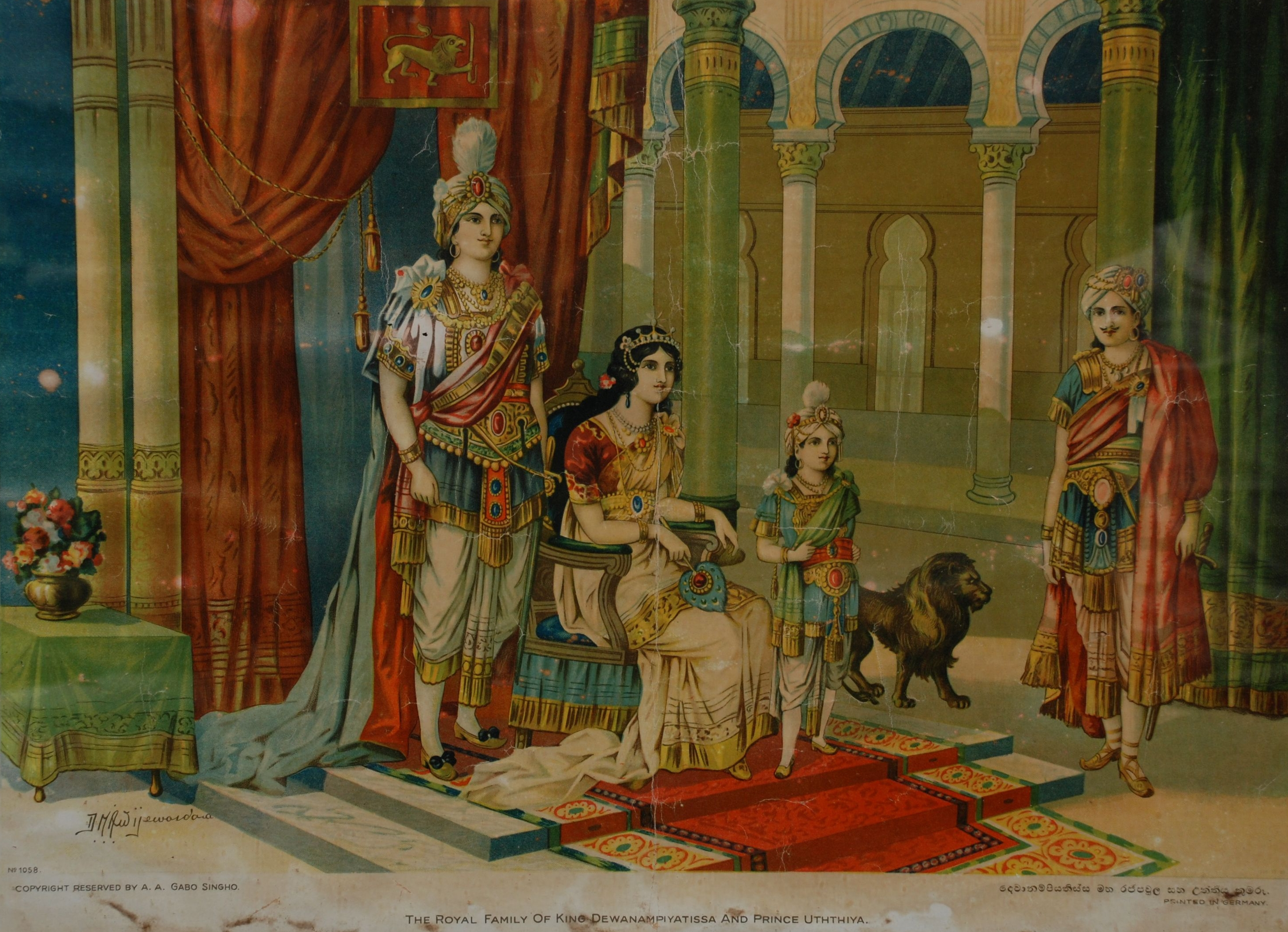
Die königliche Familie von König Devanampiya Tissa und Prinz Uththiya.

Tissa war der zweite Sohn von Mutasiva von Anuradhapura. Das Mahavamsa beschreibt ihn als „Ersten unter allen seinen Brüdern in Tugend und Intelligenz“.
Das Mahavamsa schreibt von einer Freundschaft mit Ashoka. Im Kapitel IX der Chronik heißt es, „dass die beiden Monarchen Devanampiyatissa und Dhammasoka schon lange Freunde waren, auch wenn sie sich niemals begegnet sind.“ Die Chronik erzählt, dass Tissa Geschenke an den mächtigen Herrscher der Maurya sandte; im Gegenzug ließ Ashoka nicht nur Geschenke überbringen, sondern auch die Nachricht, dass er sich zum Buddhismus bekehrt habe und er bat Tissa ebenfalls diesen Glauben anzunehmen. Der König nahm zunächst den Namen „Devānaṃpiya“ an („Geliebter der Götter“) und ließ sich in prachtvoller Zeremonie zum König von Lanka ausrufen.
Es heißt, Devanampiyatissas jüngere Brüder Uttiya und Mahasiva wären seine Nachfolger gewesen. Sein anderer Bruder Mahanaga, Prinz von Ruhuna war der Gründer des Fürstentums von Ruhuna.

## Konversion zum Buddhismus

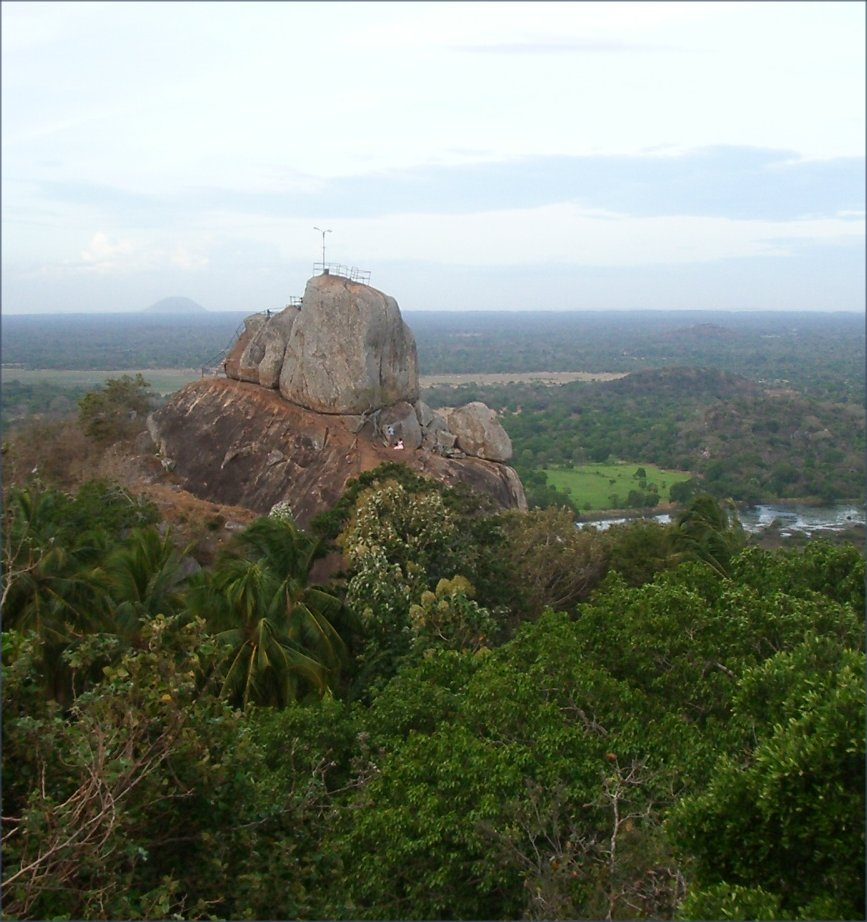
Mihintale, nach der Tradition der Ort von Devanampiya Tissas Konversion.

Der indische Herrscher Ashoka hatte ein großes Interesse, den Buddhismus zu verbreiten. Darum sandte er seinen Sohn, Mahinda, nach Sri Lanka, damit dieser die Menschen zum Buddhismus bekehren sollte. Die Ereignisse um Mahindas Landung und sein Treffen mit dem König gehören zu den wichtigsten Legenden in der Geschichte von Sri Lanka.
Nach dem Mahavamsa befand sich König Devanampiyatissa auf einer Jagd mit 40.000 Soldaten in der Nähe des Berges Mihintale. Traditionell wird das Datum angegeben als Vollmond-Tag des Monats Poson.
Als er an den Fuß des Berges Missaka kam, jagte Devanampiyatissa einen Hirsch in ein Dickicht, wo er auf Mahinda (Thera) traf. Das Mahavamsa schreibt, der König sei 'erschrocken' und überzeugt, dass der Thera (Mönch) in Wahrheit ein 'yakka' (Dämon) sei. Thera Mahinda jedoch erklärte: „Wir sind Einsiedler, O großer König, Schüler des Königs des Dhamma (Buddha). Aus Mitgefühl für dich allein sind wir hierhergekommen von Jambudipa“ Devanampiyatissa erinnerte sich an die Nachricht von Ashoka und erkannte, dass es sich um Missionare aus Indien handelte. Thera Mahinda predigte dem König und seinen Begleitern und führte den König auf seinem Weg zum Buddhismus.

## Wichtige religiöse Ereignisse
Dem König werden verschiedene Taten zugeschrieben. Zuallererst die Einführung des Buddhismus in Sri Lanka nach der Ankunft von Thera Mahinda und seiner Gruppe. Daneben die Pflanzung des Jaya Sri Maha Bodhi im Mahamevnāwa Park in Anuradhapura und die Gründung der Bhikkuni Sasana (Orden der Buddhistischen Nonnen) nach der Ankunft von Theri Sangamitta und ihrer Gruppe.
Er schenkte den Palast Mahamegavana an die buddhistischen Mönche, wo das Udayagiri-Raja-Maha-Vihara-Kloster gebaut wurde. Dieses wurde zum Zentrum des Theravada-Buddhismus.
Außerdem ließ er die Thuparamaya (Thuparama, Pagode mit dem rechten Schlüsselbein des Buddha) errichten.

## Heilige Orte

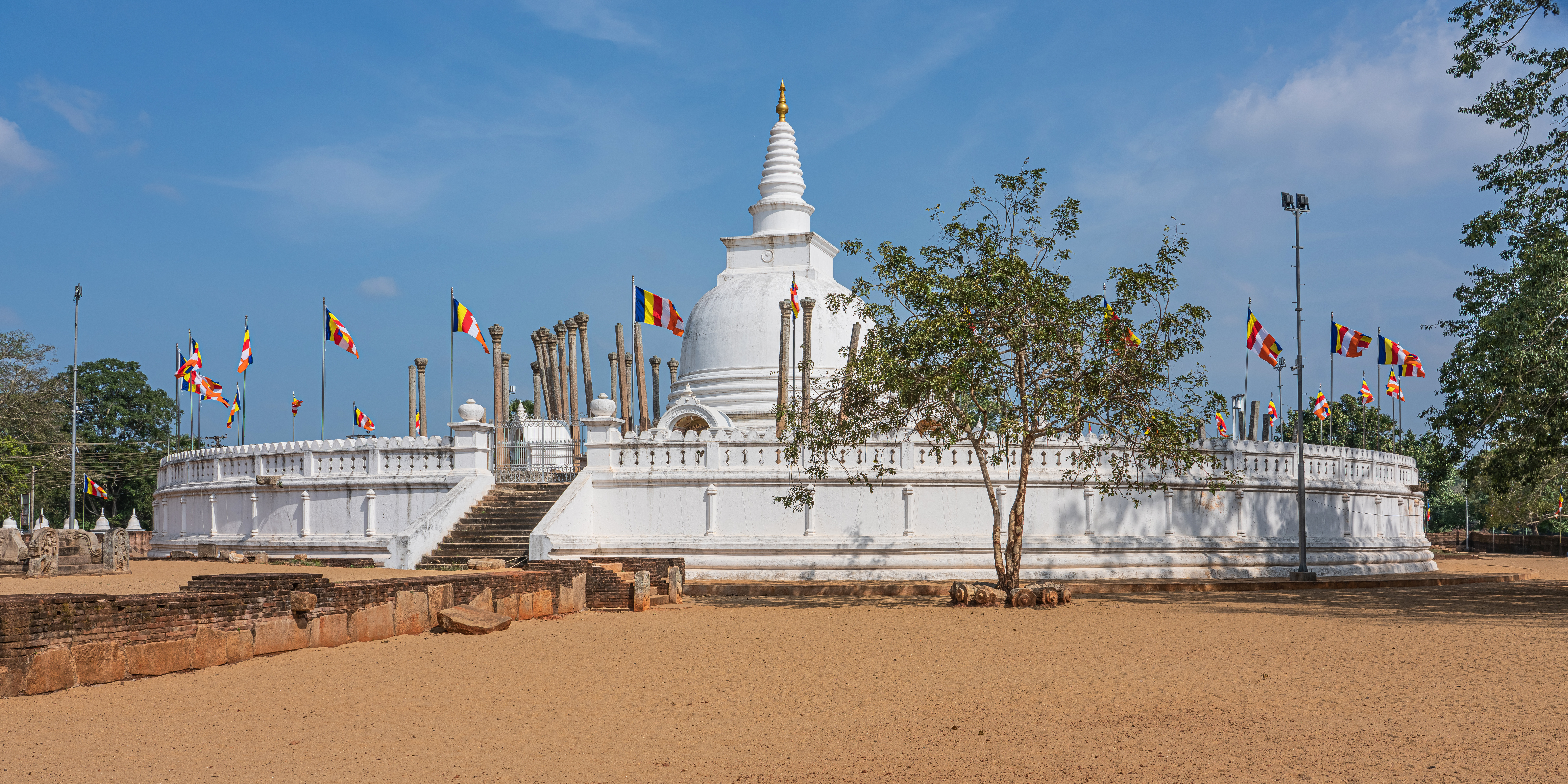
Thuparama in Anuradhapura.

Aufgrund des Alters und der spärlichen Quellenlage sowie aufgrund der Unzugänglichkeit der heiligen Orte für archäologische Untersuchungen ist es schwierig den Wahrheitsgehalt und die Auswirkungen von Devanampiyatissas Regierung und Konversion zu ermitteln. Zudem gibt es zwar Angaben über den Tempel Tissamahavihara und mehrere andere Tempel, die der König gebaut haben soll, aber keiner davon kann zuverlässig lokalisiert werden.
Ziemlich sicher ist jedoch die Stelle des ersten Treffens mit Thera Mahinda. Diese Stelle ist einer der heiligsten Orte Sri Lankas bis heute, Mihintale. Der Heilige Bezirk umfasst auch den Ambasthala (Mango Baum Stupa), wo Thera Mahinda dem König eine Reihe von Fragen stellte, um seine Weisheit zu prüfen, sowie die Höhle, in welcher Thera Mahinda vierzig Jahre gelebt haben soll und die Stupa Maha Seya, die eine Reliquie des Buddha beherbergen soll.
Devanampiyatissa erbaute auch Tissa Wewa, einen Bewässerungsteich mit einer Fläche von 222,5 ha (550 acres). Der Damm allein ist 3,2 km lang und 7,6 m hoch. Bis heute ist das Bassin ein wichtiges Element der Bewässerungswerke um Anuradhapura.

## Bedeutung
Devanampiyatissa ist einer der ersten bedeutenden Monarchen von Sri Lanka und seine Konversion zum Buddhismus setzte den Kurs für die Königreiche der Insel, so dass die religiöse und kulturelle Entwicklung stark von der Entwicklung auf dem indischen Subkontinent abwich. Spätere Herrscher bezogen sich oft auf Devanampiyatissas Konversion als einen der Grundsteine der Gesellschaft von Anuradhapuran. Die Stadt selbst blieb bis ins Mittelalter Hauptstadt eines mächtigen Königreichs, bis sie letztlich in der Chola-Invasion ihre Bedeutung verlor und von Polonnaruwa abgelöst wurde.